# Estola stramentosa
Estola stramentosa là một loài bọ cánh cứng trong họ Cerambycidae.